# Terêza Tenório
Francisca Terêza Tenório de Albuquerque, ou simplesmente Terêza Tenório, (Recife, 30 de dezembro de 1949 - Recife, 07 de junho de 2020) foi uma poetisa e escritora brasileira, integrante da Geração 65.

## Biografia
Teve seus primeiros poemas publicados pelo poeta César Leal no Suplemento Literário do Diario de Pernambuco. Integrante da chamada Geração 65, e considerada um de seus pilares, publicou oito livros de poesia, entre os quais Poemaceso, vencedor do prêmio de 1986 da Associação Paulista de Críticos de Arte (APCA). Detentora do prêmio de Poesia Dramatizada da Fundação de Cultura Cidade do Recife em 1992. Foi colaboradora de jornais e revistas oficiais e alternativos, nacionais e estrangeiros, e participou de antologias poéticas na França, Itália e Portugal. Foi diretora de cultura e eventos da União Brasileira de Escritores de Pernambuco. Ocupou a cadeira 21 da Academia de Letras e Artes do Nordeste. Foi advogada e integrante de movimentos contra a violência. Depois de anos afastada do meio literário por problemas de saúde, morreu de causas naturais no Recife.

## Obra poética
- Parábola. Recife, Ed. Imp. Universitária, UFPE, PE -1970.[8]
- O círculo e a pirâmide. S. Paulo, Ed. Quíron, SP-1976.[1]
- Mandala. Rio de Janeiro, Civilização Brasileira, RJ -1980.[8]
- Poemaceso. Rio de Janeiro, Ed. Philobiblion, RJ -1985.[nota 1][1]
- Corpo da terra. Rio de Janeiro, Ed. Tempo Brasileiro, RJ - 1994.[8][1]
- Treze poetas da Geração 65, 30 anos. org.,Recife, Espaço Pasárgada/FUNDARPE/*SEC. Turismo da Cidade do Recife, PE - 1995.
- "Poemas de Terêza Tenório", in Cadernos de Poesia n° 6 - Geração 65, FUNDARPE, PE -1996.
- Fábula do abismo. Recife, Bagaço, 1999.[1]
- A casa que dorme. Recife, Livro Rápido, 2003.
- A musa roubada. Recife, Cepe, 2007. Organização Lucila Nogueira e Wellington de Melo.
- Poesia reunida. Recife, Cepe, 2018.

## Atividade literário/social
Era membro das seguintes entidades:
- Academia de Letras e Artes do Nordeste - Cadeira 21[8]
- União Brasileira de Escritores - Seção Pernambuco

## Fortuna Crítica
Terêza Tenório tem uma ampla fortuna crítica. Entre os trabalhos apresentados sobre a obra da autora, destacam-se:
- Nelly Novaes Coelho -in O CÍRCULO E A PIRÂMIDE,Ed. Quíron, 1976, São Paulo, SP.
- Ebion de Lima -in THE MODERN LANGUAJE JOURNAL, Março, 1978, Universidade do Colorado,Colorado,USA.
- Giuseppe Carlo Rossi -L'OSSERVATORIO ROMANO, 14.04.78 e 05.03.82. Vaticano, Itália.
- Nilo Pereira - in PERNAMBUCANIDADE, vol. III, SEC/PE, 1983, Recife, PE.
- Olga Savary -Revista Colóquio Letras, n° 90, 1986, Lisboa, Portugal.
- Vamireh Chacon - Correio Brasilense, 29.01.86, Brasília e Suplemento Literário do Minas Gerais, 27.09.86, Belo Horizonte, MG.
- Décio Drummond - Suplemento Literário do Minas Gerais, 23.08.86, Belo Horizonte, MG.
- Reynaldo Valinho Alvarez - Jornal de Letras, abril/86,Rio de Janeiro, RJ.
- Almeida Fischer -Suplemento Cultural do Estado de São Paulo ano VII, n° 350, São Paulo, SP.
- José Rodrigues de Paiva -Colóquio Letras, n° 97, 1987, Lisboa, Portugal.
- César Leal - ENTRE O LEÃO E O TIGRE, Ed. Massangana, 1988, Recife, PE.
- Ormindo Pires Filho -Diário de Pernambuco, 16.12.1988, Recife, PE.
- Artur Eduardo Benevides - Revista da Academia Pernambucana de Letras n° 31, dez/90, Recife, PE.
- Mauro Mota -BÊ-A-BÁ DE PERNAMBUCO, Ed. Massangana, 1991, Recife., PE.
- Heloísa Buarque de Holanda - ENSAÍSTAS BRASILEIRAS, Ed. Rocco, 1993, Rio de Janeiro, RJ.
- Nelly Novaes Coelho - LITERATURA FEMININA NO BRASIL CONTEMPORÂNEO, Ed. Siciliano, 1993,São Paulo, SP.
- Lamartine de Morais -DICIONÁRIO BIOBIBLIOGRÁFICO DE POETAS PERNAMBUCANOS, FUNDARPE, 1993 - Recife, PE.
- Fábio Lucas – in CORPO DA TERRA, Ed. Tempo Brasi-leiro, 1994, Rio de Janeiro, RJ.
- Marcos Vinicios Vilaça - in CORPO DA TERRA, Ed. Tempo Brasileiro, 1994, Rio de Janeiro, RJ.
- Ildasio Tavares - Tribuna da Bahia, Salvador -BA 11.10.94.
- Caio Porfírio Carneiro - Linguagem Viva, 03.07.94, São Paulo, SP.
- Erorci Santana - Jornal O Escritor da União Brasileira de Escritores de São Paulo, Agosto de 1995.
- Beatriz Helena Ramos do Amaral -Jornal O Escritor da União Brasileira de Escritores de São Paulo, Julho/95, São Paulo, SP.
- Denise Emmer -Jornal RioArtes n° 15 da Fundação Rio-Artes, ano 3, 1995, Rio de Janeiro, RJ e Jornal O Muhra, Ano I, abril/97, Manaus, Amazonas.
- Roberto Pontes - Revista Poesia Sempre, Ano 3, n° 6, Biblioteca Nacional, 1995, Rio de Janeiro, RJ.
- Lucila Nogueira - Diário de Pernambuco, 08.07.95, Recife, PE.
- Raimundo Carrero - in Cadernos de Poesia n° 6 -POEMAS DE TERÊZA TENÓRIO, FUNDARPE, 1996, Recife, PE.
- Flávio Chaves - in Jornal do Commércio, abril, 20, 1997,Recife, PE.
- Xosé Lois Garcia - in ANTO -Revista Semestral de Cultura, n° 3, Primavera, Ed. Tâmega, 1998, Amarante, Portugal, org. Antônio José Queiros.
- Aricy Curvello -ANTO: A Revista Literária de Portugal. Poiésis Literatura, Pensamento & Arte n. 63 anoVI. Petrópolis (RJ), set. 1998.
- Diário do Nordeste. Cad. Cultura. Fortaleza, CE, 18 out.1998, p. 4.
- Elisabeth Marinheiro -in Jornal da Paraíba, Campina Grande, 27.06.99 -PB.
- Wellington de Melo – in II Colóquio de Estudos Literários Contemporâneos – Departamento de Pós-Graduação em Letras - UFPE, 2006.
- Wellington de Melo.  in III Colóquio de Estudos Literários Contemporâneos - Departamento de Pós-Graduação em Letras - UFPE, 2007.

## Ligação externa
- PAIVA, José Rodrigues - Evocação de Tereza Tenório (1949 - 2020)